# Гартинг, Николай Мартынович
Никола́й Марты́нович Гартинг (1823/1824 — 1899) — государственный деятель Российской империи, архангельский и тамбовский губернатор, сенатор, тайный советник.

## Биография
Родился 24 декабря 1823 (5 января 1824) года в семье генерал-майора М. Н. Гартинга.
Окончил Императорский Царскосельский лицей и 6 февраля 1843 года вступил на службу в Министерство государственных имуществ.
В 1846 году прикомандирован к комиссии, отправленной за границу для собирания сведений о льняной промышленности. В 1847 году пожалован камер-юнкером Двора Его Императорского Величества и в том же году назначен помощником делопроизводителя и библиотекарем учёного комитета Министерства государственных имуществ; в 1850 году — делопроизводитель.
В 1853 году назначен гласным Санкт-Петербургской городской думы и начальником отделения министерства государственных имуществ. В 1858 году состоял чиновником особых поручении при департаменте сельского хозяйства V класса и заседал в общем присутствии департамента в качестве члена с правом голоса, присутствовал при экзаменах в Лесном и Межевом институтах, производил ревизию в отделениях департамента.
В 1858 году назначен управляющим Вятской палатой государственных имуществ и директором Вятского попечительства о тюрьмах. В 1860 году был управляющим Тамбовской палатой государственных имуществ, в 1861 году членом Тамбовского губернского по крестьянским делам присутствия и директором Тамбовского тюремного комитета.
С 22 апреля 1860 года — действительный статский советник; с 1 января 1871 года — тайный советник.
С 1863 занимал должность архангельского гражданского губернатора. В 1864 году поддержал предложение об открытии в Архангельске лечебницы для неимущих больных, помог собрать первоначальную сумму на организацию бесплатного приёма амбулаторных больных в трёх частях города. Способствовал историко-статистическим исследованиям П. П. Чубинского.
С 1866 года — тамбовский губернатор. В 1868 году инициировал в Моршанском уезде расследование злоупотреблений скопцов и их судебное преследование.
После образования в Тамбовской губернии органов земского и городского самоуправления обязанности губернатора в сфере контроля над законностью их действий были расширены по его собственной инициативе. Несмотря на определённые разногласия, существовавшие между губернской администрацией и органами местного самоуправления, сколько-нибудь серьёзной конфронтации между ними по вопросам, относящимся к их компетенции, не наблюдалось.
С 1 января 1876 года назначен сенатором (с 1877 года присутствовал в уголовно-кассационном департаменте, с 1889 — в 5-м департаменте, с 1893 — в общем собрании судебных и межевых департаментов).
Скончался 26 сентября (8 октября) 1899 года.

## Награды
российские
- орден Св. Станислава 1-й ст. (1867)
- орден Св. Анны 1-й ст. (1868)
- орден Св. Владимира 2-й ст. (1873)
- орден Белого орла (1882)
- орден Св. Александра Невского (1890)

иностранные
- Орден Льва и Солнца 1-й ст.

Гартинг был почётным гражданином Архангельска, Онеги, Пинеги, Шенкурска, Тамбова, Шацка, Елатьмы, Козлова и Моршанска.

### Семья
Отец — Мартын Николаевич Гартинг (1785—1824) — генерал, участник Отечественной войны 1812 года.
Мать — Амалия Матвеевна (Амалия-Доротея, урожд. Ламздорф; 1797—1834), дочь графа М. И. Ламздорфа и Анны Ивановны (урожд. фон Бётлинг).
Братья: Густав (1819—1879), Константин (1821—1891)
Жена — Любовь Александровна Тришатная (1828 — 7.3.1889);
- дочь — Наталья (1856 — ?),
- сыновья — Николай (1857—1861), Евгений (1860—1861)[7].

## Память
Тамбовским обществом взаимного кредита пожертвован капитал в 35000 рублей, из процентов которого учреждена стипендия при Московском университете имени Гартинга. Кроме этого, учреждены 10 стипендий имени Гартинга с капитала в 4000 рублей при Тамбовской мужской гимназии и четыре стипендии с капитала 1600 рублей, пожертвованного служащими по министерству внутренних дел чиновниками Тамбовской губернии.
Козловское городское общество учредило при сиротском отделении Козловской Николаевской богадельни 5 стипендий имени Гартинга в память 10-летнего управления его губернией.
Воспоминания современников
Из воспоминаний Бориса Николаевича Чичерина

чистый чиновник, нередко мелочной, но толковый, с которым можно было жить. Он не старался везде выказать свою власть, не обижался, когда делали не по нем.

## Адреса в Петербурге
- Захарьевская ул., д. 23 — владел участком в 1863—1875 годах[9].